# Elizabeth Gillies
Elizabeth Gillies (Haworth, New Jersey, 1993. július 26. –) amerikai színésznő, énekesnő.

## Élete
Szülei Pamela Gillies és Gregory Gillies, testvérek George Gillies. Az iskolát a Northern Valley Regional High Schoolban végezte, Old Tappanban.
Lemezkiadói: Sony Music Entertainment, Columbia Records.

## Filmográfia

### Film
| Év   | Magyar cím                                           | Eredeti cím                              | Szerep                  | Magyar hang       | Rendező                                |
| ---- | ---------------------------------------------------- | ---------------------------------------- | ----------------------- | ----------------- | -------------------------------------- |
| 2008 | Harold                                               | Harold                                   | Evelyn Taylor           |                   | T. Sean Shannon                        |
| 2008 | Csinibabák klubja                                    | The Clique                               | Shelby Wexler           |                   | Michael Lembeck                        |
| 2011 |                                                      | The Death and Return of Superman         | Eradicator Folks        |                   | Max Landis                             |
| 2012 | Winx Club – A mozifilm: Az elveszett királyság titka | Winx club – Il Segreto Del Regno Perduto | Daphne (angol szinkron) | F. Nagy Erika     | Iginio Straffi                         |
| 2014 | Ragadozó                                             | Animal                                   | Mandy                   |                   | Brett Simmons                          |
| 2015 | Vakáció                                              | Vacation                                 | Heather                 | Andrusko Marcella | John Francis Daley, Jonathan Goldstein |
| 2018 | Arizona                                              | Arizona                                  | Kelsey                  | Böhm Anita        | Jonathan Watson                        |
| 2019 |                                                      | 15 Minutes at 400 Degrees                | Crystal                 |                   | Chris McCaleb                          |
| 2019 |                                                      | 15 Minutes at 400 Degrees                | Crystal                 |                   | Chris McCaleb                          |
| 2022 |                                                      | Catwoman: Hunted                         | Selina Kyle / Macskanő  |                   | Shinsuke Terasawa                      |
| 2024 |                                                      | Spread                                   | Ruby Clark              |                   | Ellie Kanner                           |

### Televízió
| Év        | Magyar cím                | Eredeti cím                           | Szerep                                          | Megjegyzések                                                  |
| --------- | ------------------------- | ------------------------------------- | ----------------------------------------------- | ------------------------------------------------------------- |
| 2007      | A Donnelly klán           | The Black Donnellys                   | Jenny fiatalon                                  | 3 epizód                                                      |
| 2009      |                           | The Battery's Down                    | Bat Mitzvah vendég                              | A "Bad Bad News" című epizódban                               |
| 2010-2013 | V, mint Viktória          | Victorious                            | Jade West                                       | Főszereplő (56 epizód)                                        |
| 2011      | ICarly                    | ICarly                                | Jade West                                       | A "Buli V, mint Viktóriával" című epizódban                   |
| 2011      | Big Time Rush             | Big Time Rush                         | Heather Fox                                     | A "A titok" című epizódban                                    |
| 2011-2014 | Winx Club                 | Winx Club                             | Daphne / Lorie / Kanika                         | Szinkronhang, 24 epizód                                       |
| 2012      | A nagy svindli            | White Collar                          | Chloe Woods                                     | A "Tandíjmutyi" című epizódban                                |
| 2013      |                           | The Exes                              | Tracy Cooper                                    | A "Prelude to a Kiss" című epizódban                          |
| 2014      | Sam és Cat                | Sam & Cat                             | Jade West                                       | "A gyilkos ugratás: Freddie, Jade, Robbie" című epizódban     |
| 2014      | '                         | Killing Daddy                         | Callie Ross                                     | Tévéfilm                                                      |
| 2015-2016 | Sex & Drugs & Rock & Roll | Sex & Drugs & Rock & Roll             | Gigi Rock                                       | Főszerep (20 epizód)                                          |
| 2015      | A Madagaszkár pingvinjei  | The Penguins of Madagascar            | Énekes                                          | Szinkronhang, "A pingvin, aki szeretett engem" című epizódban |
| 2015      | Amerikai fater            | American Dad                          | Lena Horne                                      | Szinkronhang, az "Egy sztár újjászületik" című epizódban      |
| 2017-2022 | Dinasztiák                | Dynasty                               | Fallon Carrington / Alexis Carrington (2. évad) | Főszerep (108 epizód)                                         |
| 2018      | Robotcsirke               | Robot Chicken                         | Sun Baby / Marie "Slim" Browning                | Szinkronhang, a "Gimme That Chocolate Milk" című epizódban    |
| 2019      | Üdv a Wayne-ben           | Welcome to the Wayne                  | Parana Sycamore                                 | Szinkronhang, a "Ilyen a kalmica-teke!" című epizódban        |
| 2020      |                           | Women in Film Presents: Make it Work! | Önmaga                                          | Televíziós különkiadás                                        |
| 2022      | Family Guy                | Family Guy                            | Alana Fitzgerald                                | A "Mindent Alanáról" című epizódban                           |
| 2022      | Orville                   | The Orville                           | Dinal                                           | "A halandóság értelme" című epizódban                         |